# Anelia
Anelia (Анелия, celým jménem Anelia Georgieva Atanasova/Анелия Георгиева Атанасова; * 1. července 1982 Stara Zagora) je bulharská zpěvačka.

## Životopis
Narodila se ve Staré Zagoře v rodině profesionálních hudebníků jako druhá dcera. Začala vystupovat ještě na základní škole, ve dvanácti letech se stala členkou tria Glasoviti Trakiicheta, následně malé skupiny Zagorche. V devatenácti letech uzavřela kontrakt se společností Payner Music, největší bulharské pop-folkové společnosti. Svou debutovou píseň Chuzhdi ustni nahrála v roce 2002, její druhá píseň Pogledni me v ochite se stala hitem a jednou z nejrychleji prodávaných písní v bulharské historii. V prosinci 2002 vydala své první album Poglednij me v otchite, kterého se do konce roku 2003 prodalo přes sto tisíc kusů. V dubnu 2004 následovalo druhé album Ne poglejdaj nazad, jednu z písní Obichaj me věnovala svému manželovi Konstantinu Dinevovi. V srpnu 2005 vydala třetí album Vsichko vodi kam teb, stejnojmenná píseň se stala hitem léta v Bulharsku. V roce 2006 následovalo album Pepel ot rozi a v roce 2008 album Edinstven ti, které naznačilo hudební posun od chalgy k pop dance. Mezi její fanoušky patří také bývalý bulharský prezident Georgi Parvanov.
V roce 2003 se provdala za bulharského podnikatele a vlastníka fotbalového klubu FC Vihren Sandanski – Konstantina Dineva. Z manželství, jež již bylo rozvedeno, se narodila dcera Yvonne (* 29. prosinec 2003).